# Wouldn't You Like it
Wouldn't You Like it — четвертий студійний альбом шотландської групи Bay City Rollers, який був випущений у грудні 1975 року.

## Композиції
1. I Only Wanna Dance With You — 2:59
2. Don't Stop the Music — 2:49
3. Shanghai'd in Love — 3:29
4. Love Is... — 2:38
5. Maybe I'm a Fool to Love You — 3:55
6. Too Young to Rock & Roll — 2:17
7. Give a Little Love — 3:28
8. Wouldn't You Like It? — 3:14
9. Here Comes That Feeling Again — 3:41
10. Lovely to See You — 3:57
11. Eagles Fly — 3:04
12. Derek's End Piece — 2:34

## Склад
- Лес Макковн: вокал
- Ерік Фолкнер: бас, гітара, скрипка
- Стюарт «Вуді» Вуд: бас, гітара
- Алан Лонгмаєр: бас
- Дерек Лонгмаєр: ударні